# HD 719
HD719 є хімічно пекулярною зорею спектрального класу
A3 й має видиму зоряну величину в
смузі V приблизно  9.3.
Вона знаходиться у сузір'ї Скульптора.